# Cerros de Ojosmín
Die Cerros de Ojosmín sind eine Bergformation in Uruguay.
Die 209 m hohen Cerros de Ojosmín befinden sich auf dem Gebiet des Departamento Flores. Sie sind Teil der Cuchilla Grande.